# Jafudà Bonsenyor
Jafudà Bonsenyor (Barcelona, ca. 1250 - Barcelona, 1330) fou un metge i traductor barceloní, de religió jueva. Va publicar el Libre de paraules e dits de savis i filòsofs, d'on es coneix la frase:
| « | el rei és com el foc: qui se n'allunya no se n'aprofita, i qui s'hi acosta massa, es crema | » |

## Publicacions
- Libre de paraules e dits de savis i filòsofs[4][5]